# Genfunden erindring
Genfunden erindring (fra engelsk recovered memory), refererer til det fænomen, at en person tilsyneladende husker tidligere fortrængte oplevelser af psykisk traumatisk art, som regel om seksuelt misbrug i barndommen.
Begrebet er voldsomt omdiskuteret og er belastet af en mængde sager, hvor det har vist sig, at de genfundne erindringer i virkeligheden er falske erindringer, f.eks. fremkaldt af en terapeut. Endvidere viser nyere psykologisk forskning, i modstrid med en populær opfattelse, at folk i hovedreglen godt kan huske tidligere traumatiske begivenheder.
Nogle psykologer og andre eksperter frygter, at danskere sidder uskyldigt i fængsel på baggrund af falske genfundne erindringer. I bl.a. Sverige og Norge er flere blevet løsladt igen efter at være uskyldigt dømte og fængslede.

## Ekstern henvisning
- Rapport: Genfundne erindringer – udarbejdet af Dansk Psykiatrisk Selskab, Dansk Psykolog Forening og Børne- og Ungdomspsykiatrisk Selskab, maj 2004 (42 sider) Arkiveret 11. maj 2022 hos  Wayback Machine
- Genfundne erindringer – i Ugeskrift for Læger 2004;166(36):3116 Arkiveret 11. maj 2022 hos  Wayback Machine